# Micael Borges
Micael Leandro de Farias Borges (Rio de Janeiro, 12 december 1988) is een Braziliaans acteur en zanger.

## Carrière
Borges begon zijn carrière in 1993 in het theater. In 2001 speelde hij in Copacabana zijn eerste filmrol. In 2002 verwierf hij bekendheid door te acteren in de film City of God. Borges trad ook op in enkele telenovela's zoals Caminhos do Coração in 2008, Young Hearts in 2009 en Rebelde Brasil in 2011 waarin hij bekendheid en erkenning verwierf.

## Filmografie

### Film
- Copacabana (2001)
- Cidade de Deus (2002)
- As Alegres Comadres (2003)
- Irmãos de Fé (2004)
- Alemão (2014)

### Televisie
- Brava Gente (2002)
- Cidade dos Homens (2002)
- Alô Vídeo Escola (2003)
- Malhação (2006)
- Linha Direta (2007)
- Caminhos do Coração (2008)
- Malhação (2009)
- Rebelde Brasil (2011–2012)
- Milagres de Jesus (2014)
- O Tempo Não Para (2018)